# Jakow Riabow
Jakow Pietrowicz Riabow (ros. Я́ков Петро́вич Ря́бов, ur. 24 marca 1928 we wsi Szyszkiejewie w guberni penzeńskiej, zm. 17 kwietnia 2018 w Moskwie) – radziecki polityk, wicepremier ZSRR (1984-1986), członek KC KPZR (1971-1990), sekretarz KC KPZR (1976-1979).

## Życiorys
1942-1944 tokarz w fabryce, 1946 ukończył technikum inżynieryjne w Swierdłowsku, a 1952 studia wieczorowe na Uralskim Instytucie Politechnicznym. Technik-konstruktor w fabryce silników w Swierdłowsku, inżynier, starszy inżynier-konstruktor, kierownik grupy konstruktorskiej, szef wydziału specjalnego biura konstrukcyjnego, zastępca kierownika i kierownik warsztatu. 1954 wstąpił do KPZR, od 1958 sekretarz partyjnego komitetu fabrycznego. 1960-1963 I sekretarz Komitetu Rejonowego KPZR w Swierdłowsku, 1963-1966 I sekretarz Komitetu Miejskiego KPZR w Swierdłowsku, 1966-1971 II sekretarz, a od 6 stycznia 1971 do 2 listopada 1976 I sekretarz Komitetu Obwodowego KPZR w Swierdłowsku. Od 9 kwietnia 1971 do 2 lipca 1990 członek KC KPZR, od 26 października 1976 do 17 kwietnia 1979 sekretarz KC KPZR. Od kwietnia 1979 do maja 1983 I zastępca przewodniczącego Państwowego Komitetu Planowania ZSRR, od 27 maja 1983 do 27 września 1984 przewodniczący Państwowego Komitetu ZSRR ds. stosunków gospodarczych z zagranicą w randze ministra ZSRR, od 27 września 1984 do 19 czerwca 1986 zastępca przewodniczącego Rady Ministrów ZSRR. Deputowany do Rady Najwyższej ZSRR od 8 do 11 kadencji (1974-1989) i Rady Najwyższej Rosyjskiej FSRR (1963-1975), członek Prezydium Rady Najwyższej Rosyjskiej FSRR (1967-1971). Od 19 czerwca 1986 do 23 maja 1990 ambasador nadzwyczajny i pełnomocny ZSRR we Francji, następnie na emeryturze. 1992-2001 prezydent Stowarzyszenia Promocji Rozwoju Regionu Uralu. Pochowany na Cmentarzu Trojekurowskim w Moskwie.

## Odznaczenia
- Order Lenina (trzykrotnie)
- Order Rewolucji Październikowej (23 marca 1988)
- Order Czerwonego Sztandaru Pracy (dwukrotnie)
- Order „Znak Honoru”
- Medal „Za ofiarną pracę w Wielkiej Wojnie Ojczyźnianej 1941–1945”
- Medal 100-lecia urodzin Lenina
- Medal jubileuszowy „Trzydziestolecia zwycięstwa w Wielkiej Wojnie Ojczyźnianej 1941–1945”
- Medal jubileuszowy „60 lat Sił Zbrojnych ZSRR”
- Medal jubileuszowy „Czterdziestolecia zwycięstwa w Wielkiej Wojnie Ojczyźnianej 1941–1945”
- Medal „Weteran pracy”
- Medal jubileuszowy „50-lecia zwycięstwa w Wielkiej Wojnie Ojczyźnianej 1941–1945”